# Kęty (gmina)
Kęty – gmina miejsko-wiejska położona w powiecie oświęcimskim, w województwie małopolskim, w kaskadzie rzeki Soły.
Siedziba gminy to Kęty. W skład gminy wchodzi miasto Kęty (siedziba gminy) oraz sołectwa: Bielany, Bulowice, Łęki, Nowa Wieś, Malec i Witkowice.
Według danych z 30 czerwca 2022 Gminę Kęty zamieszkuje 33 387 osób (16 280 mężczyzn oraz 17 107 kobiet) a jej powierzchnia wynosi 76,44 km² (co stanowi 18,82% powierzchni powiatu), w tym:
- użytki rolne: 64%
- użytki leśne: 16%

## Jednostki pomocnicze gminy
W 1990 roku Rada Miejska w Kętach utworzyła 9 jednostek pomocniczych gminy (3 dzielnice i 6 sołectw):
- Dzielnica Nowe Miasto
- Dzielnica Stare Miasto
- Dzielnica Podlesie
- Sołectwo Bielany
- Sołectwo Bulowice
- Sołectwo Łęki
- Sołectwo Malec
- Sołectwo Nowa Wieś
- Sołectwo Witkowice

Według statutów dzielnic miasta Kęty samorząd stanowią w nich:
- Rady Dzielnic - wybierane w wyborach powszechnych na 5-letnią kadencję
- Zarządy Dzielnic - wybierane przez Radę Dzielnicy

Z kolei w sołectwach są to:
- Rady Sołeckie - wybierane w wyborach powszechnych na 5-letnią kadencję
- Sołtysi - wybierani w wyborach powszechnych na 5-letnią kadencję

Do 2024 roku Rady Sołeckie i Sołtysi byli wybierani przez Zebrania Wiejskie.

## Miejscowości rejestru TERYT
Oprócz sołectw, miast i dzielnic, na terenie gminy rejestr TERYT wyróżnia:
- części miasta: Baściki, Czajki, Kasoliki, Kęckie Góry, Kęckie Góry Północne, Kęckie Góry Południowe, Kępa Lewa, Kępa Prawa, Kleparz, Młynek, Podlesie, Skotnia, Smoliki, Szmejówka, Widłak, Widok

- osady: Babuda, Buk, Granica, Kuskowizna, Latonka, Owczarnia, Sybir
- przysiółki: Chybiny, Kanada, Łęg, Mały Czaniec, Na Zamłyniu, Nideckie Podlasie, Olszyny, Pod Kogutem, Polana, Widłak
- wsie (niebędące sołectwami): Kańczuga

## Historia
Do 1951 roku do Gminy Kęty należała miejscowość Pisarzowice.
W latach 1975–1998 gmina położona była w województwie bielskim.

### Bielany[7]
Wieś położona w dolinie Soły, na jej prawym brzegu, 300 m n.p.m. Najwcześniejsza pisana wzmianka o niej pochodzi z 1455 r. Do połowy XV wieku wieś znajdowała się w księstwie oświęcimskim, a od połowy tegoż wieku w rękach królów polskich. XVIII-wieczne źródła podają, że znajdował się tu zdemolowany i opustoszały zameczek oraz liczne stawy rybne, które Bielanie obsługiwali w ramach obowiązków pańszczyźnianych. Po rozbiorze Polski pod koniec XVIII wieku dobra królewskie wyprzedano prywatnym właścicielom. Bielany przypadły Karolowi Wacławowi Larischowi, a po jego śmierci synowi, Karolowi Józefowi, aktywnemu działaczowi politycznemu. W XX wieku majątek przejęli Rudzińscy.  Od 1930 r. były własnością braci Andrzeja, Edwarda i Mariana Rudzińskich. Na uwagę zasługuje piękny kościół w stylu józefińskim. Inicjatorką budowy była Zofia z Małachowskich Duninowa, starościna zatorska (zm. 1794), która po swojej śmierci zapisała „na wymurowanie kościoła, w pomienionej wsi Bielanach” 18 tysięcy złotych polskich, które kazała przekazać do rąk jej kuzyna – Piotra Małachowskiego, wojewody krakowskiego. W 1808 roku zapis ten wzrósł do 21 tysięcy złotych. Wykonawczynią woli Duninowej stała się dopiero po latach hrabina Tyszkiewiczowa, ówczesna dziedziczka Zatora. Po tym roku rozpoczęto prace nad budową kościoła, które trwały do 1826 roku. Do nowej świątyni przeniesiono dawne wyposażenie. Konsekracji dokonał Franciszek Pisztek 16 maja 1833. Budowę wieży na fasadzie zakończono dopiero w 1869 roku staraniem proboszcza Andrzeja Pleszowskiego.

### Bulowice[8]
Jest to najliczniejsza w gminie wieś. Leży w dolinie potoku Bulówka na pograniczu z Pogórzem Śląskim wzdłuż drogi krajowej pomiędzy Kętami i Andrychowem. Obejmuje obszar o powierzchni 1860 ha. Nazwa wsi być może pochodzić od staropolskiego imienia Bul lub Bolek. Do 1179 r. ziemia bulowicka należała do ziemi krakowskiej, a po nadaniu przez Kazimierza Sprawiedliwego Mieszkowi, księciu opolskiemu kasztelanii bytomskiej i oświęcimskiej, rozpoczął się okres związków ze Śląskiem. W 1457 r. Janusz Oświęcimski sprzedał posiadłość królowi Kazimierzowi Jagiellończykowi. W końcu XVI wieku wieś należała do Wincentego Nicza – mieszczanina krakowskiego. Bulowice posiadają godło przedstawiające orła na tarczy z długim, zakręconym smoczym ogonem, które pochodzi z XVIII wieku. Symbolizuje ono boską wszechwładzę i potęgę, przeciwstawiającą się okrucieństwu, gwałtowi i złu. Legendy mówią, że św. Wojciech w czasie wędrówki z Węgier do Polski zatrzymał się w Bulowicach i wystawił tu kaplicę. Na miejscu tej kaplicy miał powstać kościół drewniany. Obecny kościół pw. św. Wojciecha został postanowiony na początku XIX wieku.

### Łęki[9]
Wieś położona na prawym brzegu Soły, ok. 255 m n.p.m. Otoczona od zachodu wałami Soły, od wschodu obszernymi stawami, od północy i południa młynówkami odprowadzającymi wodę ze stawów do rzeki. Nazwa wsi jest pochodzenia topograficznego i oznacza podmokłą łąkę, zwykle porośniętą krzewami. Pierwsza wzmianka o wsi pochodzi z 1404 r. i znajduje się w dokumencie wydanym przez księcia oświęcimskiego Jana III. W tym czasie istniał w Łękach folwark książęcy, który wraz z całą wsią przeszedł w 1457 r. na własność króla polskiego Kazimierza Jagiellończyka. Do najważniejszych obowiązków mieszkańców wsi należała obsługa, naprawa i zarybianie stawów oraz odłowy i przewóz ryb do zamku. W XVI wieku istniała już przeprawa przez Sołę, w tym czasie folwark zatrudniał wyłącznie kobiety. W 1514 r. kmiecie z Wilamowic uzyskali od króla Zygmunta przywilej na wypas bydła na obszernych pastwiskach w Łękach. Pod koniec XVIII wieku Łęki wchodziły w skład folwarku w Bielanach. Wieś miała wielu właścicieli, w XIX wieku nabył ją baron Karol Larisch, dziedzic wielu innych majątków w okolicy. W 1889 r. przebywał w Łękach Henryk Sienkiewicz, który przyjaźnił się z Lucjanem Wrotnowskim, synem ówczesnego właściciela wsi. Lucjan był współwłaścicielem dziennika "Słowo", w którym Sienkiewicz drukował "Trylogię" i inne swoje powieści. Już przed I wojną światową Łęki były dobrze zagospodarowane. Znajdowały się tu dwa młyny wodne, dwie wytwórnie dachówek, gorzelnia, kilka kuźni, papiernia.

### Malec[10]
Wieś położona na zboczach doliny Potoku Maleckiego, zwanego też Babudą, 270 m n.p.m. Na początku XIV wieku wieś stanowiła własność szlachecką, następnie przeszła w ręce książąt oświęcimskich, którzy zbudowali tutaj niewielki gródek obronny. Odegrał on pewną rolę w okresie podjazdowych walk pomiędzy książętami a rycerzami króla polskiego. O Malec toczyły się liczne spory i procesy. W 1630 roku właściciel Mikołaj Wolski przekazał Malec w testamencie ufundowanemu przez siebie wcześniej Klasztorowi Kamedułów w Bielanach pod Krakowem. W 1784 r. cesarz austriacki Józef II odebrał wieś Kamedułom i przekazał ją na "fundusz religijny", po czym Malec został sprzedany w prywatne ręce. Po II wojnie światowej część majątku przejęła Rolnicza Spółdzielnia Produkcyjna "Zgoda". Zimą 1940 r. zorganizowano w okolicy podziemny ruch ludowy, wywodzący się z przedwojennych działaczy Stronnictwa Ludowego. Ukazywał się tu tajny tygodnik pt. "Wiadomości podziemia". W czerwcu 1941 r. zorganizowano we wsi przyobozową grupę Batalionów Chłopskich w celu niesienia pomocy więźniom KL Auschwitz - Birkenau. Kierował nią Wojciech Jekiełek, który pełnił obowiązki komendanta powiatowego BCh, po nim kierownictwo grupy przejął Kazimierz Jędrzejowski z pobliskiego Osieka, aresztowany i zagazowany w KL Auschwitz. W Malcu został też aresztowany przez Gestapo przebywający tu tymczasowo "cichociemny" Stefan Jasieński, który zginął w obozie w styczniu 1945 r. Za udział mieszkańców w antyhitlerowskim ruchu oporu w czasie II wojny światowej wieś została odznaczona w 1984 r. Krzyżem Walecznych.

### Nowa Wieś[11]
Wieś położona jest nad prawobrzeżną Sołą, 270 m n.p.m. Pierwsza wzmianka o niej pochodzi z 1456 r. przy okazji procesu Mikołaja Kozy z Katarzyną Pobedeską o dobra Nowej Wsi i Witkowic. Była wsią królewską w starostwie zatorskim, w 1485 r. król Kazimierz Jagiellończyk nadał ją Piotrowi Komorowskiemu za wyświadczone mu przysługi. W dawnych czasach wieś należała do parafii Kęty, w 1529 r. płaciła Kościołowi w Kętach meszne. Wieś przez lata zmieniała właścicieli. W drugiej połowie XVIII wieku przeszła w ręce Włocha, Kamila Dominika Gherri, lekarza króla Stanisława Augusta Poniatowskiego. W XIX wieku jej właścicielem był baron Edmund Larisch. W listopadzie 1940 r. Niemcy utworzyli tu tymczasowe getto żydowskie, zwożąc Żydów z Kęt i okolicy.

### Witkowice[12]
Wieś położona 300 m n.p.m. Pierwsza wzmianka pochodzi z pierwszej połowy XIV wieku. Funkcjonowały wówczas dwie nazwy: Mosgront lub Witkowicz. Pochodzenie pierwszej nazwy nie jest zrozumiałe, druga może kojarzyć się z Witkiem. W połowie XV wieku wieś miała 6 dziedziców, w tym tylko dwóch szlachciców. Według Jana Długosza w drugiej połowie tego wieku została opuszczona, po kilkudziesięciu latach ponownie zasiedlona i dziedzicami byli wówczas dwaj Witkowscy. W XVIII wieku wieś została podzielona na kilka części i pod koniec wieku było w niej czterech dziedziców. W XIV wieku stał już kościół pw. św. Michała Archanioła, który stanowił siedzibę parafii. W drugiej połowie tego wieku opanowali go kalwini i przeznaczyli na zbór, który miał silne oparcie wśród miejscowych chłopów. Dopiero w 1659 r. kościół ostatecznie przywrócono katolikom i na nowo poświęcono. Kościół spłonął w noc wigilijną w 1975 roku, nowy, murowany powstał w latach 1977–1979

## Zabytki
Według danych na styczeń 2021 na terenie gminy znajduje się 14 zabytków:
- Bulowice - Kościół pw. św. Wojciecha (A-515 z 15.09.1987 (B) [A-690/M])
- Bulowice - pałac, park (A-150 z 22.08.1969, aktual. A-376/79 z 8.09.1980 (B) [A-699/M])
- Kęty - układ urbanistyczny (A-464 z 26.11.1986 (B) [A-867/M])
- Kęty - Kościół pw. św. Jana Kantego (A-463 z 25.11.1986 (B) [A-862/M])
- Kęty - kościół paraf. pw. śś. Małgorzaty i Katarzyny, cmentarz przykościelny, drzewostan, ogrodzenie, (A-462 z 24.11.1986 (B) [A-860/M])
- Kęty - zespół klasztorny SS. Klarysek: kościół, budynki mieszkalne i gospodarcze, ogród, murogrodzeniowy (A-581/88 z 27.08.1988 (B) [A-863/M])
- Kęty - zespół klasztorny: kościół p.w Niep. Poczęcia NP Marii, klasztor OO. Reformatów, cmentarz przykościelny, mur z bramkami i kapliczkami - Stacjami Męki Pańskiej (A-467 z 18.12.1986 [A-861/M])
- Kęty - cmentarz komunalny (A-653/90 z 23.01.1990 (B) [A-864/M])
- Kęty - kapliczka przydrożna z 30.09.1937 ([A-1200/M])
- Kęty - cmentarz żydowski (A-651/90 z 16.01.1990 (B) [A-866/M])
- Kęty -  dom ul. Krakowska 3 d. poczta (A-588/88 z 28.11.1988 (B) [A-868/M])
- Kęty - dom Rynek 16 (A-567/94 z 4.10.1994 (B) [A-865/M])
- Kęty - dom Rynek 25 (A-694/93 10.12.1993 (B) [A-869/M])
- Malec -  średniowieczny gródek stożkowaty otoczony stawem (A-447/86 z 02.04.1986(B))

## Edukacja[14]
Na terenie gminy funkcjonuje:
- 5 niepublicznych żłobków

- 15 przedszkoli (9 publicznych i 6 niepublicznych)

- 11 szkół podstawowych (9 publicznych i 2 niepubliczne):
  - Szkoła Podstawowa nr 1 im. św. Jana Kantego w Kętach (Dzielnica Stare Miasto)
  - Szkoła Podstawowa nr 2 im. Bohaterów Monte Cassino w Kętach (Dzielnica Nowe Miasto)
  - Szkoła Podstawowa nr 3 im. Bohaterów Westerplatte w Kętach (Dzielnica Podlesie)
  - Szkoła Podstawowa im. Tadeusza Kościuszki w Bielanach
  - Szkoła podstawowa im. gen. Władysława Sikorskiego w Nowej Wsi
  - Szkoła podstawowa im. Tadeusza Kościuszki w Bulowicach
  - Szkoła podstawowa im. Bronisława Obary w Witkowicach
  - Szkoła podstawowa im. Marii Konopnickiej w Łękach
  - Szkoła podstawowa w Malcu
  - Niepubliczna Szkoła Podstawowa Fundacji Królowej Świętej Jadwigi w Kętach (Dzielnica Nowe Miasto)
  - Dwujęzyczna Szkoła Podstawowa "RISE"

- 3 publiczne szkoły ponadpodstawowe:
  - Powiatowy Zespół Szkół nr 9 im. Marii Dąbrowskiej w Kętach (Dzielnica Stare Miasto)
  - Powiatowy Zespół nr 10 Szkół Mechaniczno-Elektrycznych im. Mikołaja Kopernika w Kętach (Dzielnica Nowe Miasto)
  - Powiatowy Zespół nr 11 Szkół Ogólnokształcących im. Stanisława Wyspiańskiego w Kętach (Dzielnica Nowe Miasto)

Do 2009 roku funkcjonowała Wyższa Szkoła Nauk Ekonomicznych i Społecznych w Kętach.

## Sport
Gmina dysponuje infrastrukturą sportową obejmującą m.in. boiska piłkarskie, skatepark, place zabaw, stadion lekkoatletyczny, korty tenisowe, krytą pływalnie czy wielofunkcyjną halę sportową.
Na terenie gminy funkcjonują kluby sportowe obejmujące swoją działalnością:
- piłkę nożną (TS Hejnał Kęty, LKS Niwa Nowa Wieś, ALF Nowa Wieś, LKS Soła Łęki, LKS Orzeł Witkowice, LKS Bulowice)
- siatkówkę (UMKS Kęczanin Kęty, UKS Victoria Witkowice)
- lekką atletykę (MKS Tempo Kęty, ULKS Bielgim)
- pływanie (Beskid Team Klub Sportowy)
- kolarstwo (KKS Sokół Kęty)
- strzelectwo (Małopolski Klub Strzelecki LOK Kęty)
- jeździectwo (Uczniowski Klub Jeździecki WIDOK-KĘTY)
- judo (KS Judo Hejnał)
- karate (Klub Karate Mawashi)
- podnoszenie ciężarów (Klub Podnoszenia Ciężarów Hejnał Kęty)
- wędkarstwo (PZW Kęty)
- akrobatykę (Stowarzyszenie Akrobatyki „AKRO SPAS”)

## Religia
Na terenie gminy znajduje się 7 parafii Dekanatu Kęty, diecezji bielsko-żywieckiej, kościoła rzymskokatolickiego:
- Parafia św. Wojciecha BM w Bulowicach
- Parafia Świętych Małgorzaty i Katarzyny w Kętach (Dzielnica Stare Miasto)
- Parafia Najświętszego Serca Pana Jezusa w Kętach (Dzielnica Nowe Miasto)
- Parafia Najdroższej Krwi Pana Naszego Jezusa Chrystusa w Kętach (Dzielnica Podlesie)
- Parafia św. Jana Kantego w Malcu
- Parafia św. Maksymiliana Kolbego w Nowej Wsi
- Parafia św. Michała Archanioła w Witkowicach

Ponadto na terenie Kęt znajduje się:
- Klasztor Franciszkanów
- Klasztor Klarysek od Wieczystej Adoracji Najświętszego Sakramentu
- Sala Królestwa Świadków Jehowy[18]
- placówka Kościoła Chrześcijan Baptystów.

## Komunikacja
Przez Kęty oraz Bulowice przebiega droga krajowa nr 52, łącząca Kraków z Bielskiem-Białą.
Z kolei przez Łęki, Bielany, Nową Wieś i Kęty przebiega droga wojewódzka nr 948 łącząca Oświęcim z Żywcem.
Na terenie gminy znajdują się 4 stacje kolejowe (Kęty Podlesie, Kęty, Zamek Bulowicki, Bulowice) położone na linii kolejowej nr 117. Połączenia relacji Bielsko-Biała Główna - Kraków Główny realizuje na niej PolRegio. W sezonie letnim na stacji Kęty zatrzymuje się pociąg InterCity relacji Szczecin Główny - Zakopane. Do 2005 roku funkcjonowała bocznica kolejowa do Zakładów Metali Lekkich "Kęty" (obecnie Grupa Kęty).
Transport publiczny realizowany jest przez Komunikację Beskidzką S.A. Do 2018 roku funkcjonował on w ramach MZK Kęty.
Od 2024 roku przez Kęty oraz Bulowice przebiega linia autobusowa A40 (Kęty-Kraków) obsługiwana przez Koleje Małopolskie.

## Sąsiednie gminy
Gmina Kęty graniczy:
- od północy z: Gminą Brzeszcze, Gminą Osiek, Gminą Oświęcim
- od wschodu z: Gminą Andrychów, Gminą Wieprz
- od południa z: Gminą Porąbka
- od zachodu z: Gminą Kozy, Gminą Wilamowice